# Adriana Kaplan Marcusán
Adriana Kaplan Marcusán (Buenos Aires, 1956) es una antropóloga argentina Directora de la Fundación Wassu de la Universidad Autónoma de Barcelona y experta en salud sexual y reproductiva con dedicación especial a la prevención de las mutilaciones genitales femeninas.

## Biografía
Adriana Kaplan Marcusán nació en Buenos Aires en 1956. Es profesora de Antropología de la Salud en el Departamento de Antropología Social y Cultural de la Universidad Autónoma de Barcelona, Directora de la Fundación Wassu de la Universidad Autónoma de Barcelona y Directora de la Cátedra de Transferencia del Conocimiento.
Realiza trabajo de campo en Gambia, Senegal y Guinea Bissau desde 1989 sobre salud sexual y reproductiva, focalizando en el estudio y la prevención de las mutilaciones genitales femeninas (MGF).
Dirige, como investigadora principal, el Observatorio Transnacional de Investigación Aplicada a la Transferencia del Conocimiento para la Prevención de la MGF que alberga la Fundación Wassu-UAB, con dos bases de investigación, una en España y otra en Gambia, desarrollando una metodología innovadora y sostenible, basada en la evidencia y orientada a resultados.
Ha sido investigadora colaboradora del Medical Research Council de Gambia, asesora del Women's Bureau y consultora para diversas agencias internacionales (UNFPA, UNDP, Unicef, UE). En España, asesora, forma y colaboradora con distintas instituciones para planificar e implementar programas de atención y prevención de la MGF a nivel local, regional y estatal.
Forma parte del Women’s Shura Council en Nueva York, del Comité de Expertos sobre la MGF en la OMS en Ginebra y en el Instituto Europeo para la Igualdad de Género en Vilnius.

## Obras
Entre sus publicaciones figuran diversos artículos y libros y ha dirigido cuatro vídeo-documentales: “Gambia, ciclo vital y supervivencia” (1991), un análisis exhaustivo de las ideas y creencias de las culturas que habitan la región de Gambia, Senegal y Guinea-Bissau en donde se realizó el trabajo de campo; “Iniciación sin Mutilación” (2004) que aporta una propuesta metodológica alternativa para la prevención de la MGF,  traducido a cinco lenguas locales a petición de la Vicepresidencia de este país; "Declaración de Brufut" (2009), vídeo sobre la I Conferencia Internacional sobre Prácticas Tradicionales Perjudiciales que tiene lugar en Brufut, Gambia, que dio como resultado una declaración pública que rompió el silencio sobre la MGF en el país; y, por último, “Un futuro sin mutilación” (2013), que recoge los testimonios de profesionales de la salud, estudiantes, comadronas tradicionales, circuncidadoras, líderes comunitarios y religiosos, formados a través de la metodología de investigación aplicada a la transferencia del conocimiento en cascada.

## Premios y reconocimientos
- 1998 Premio de Investigación en Ciencias Sociales de la Fundación La Caixa.[2]
- 2003 Excelencia Investigadora Ramón y Cajal, Ministerio de Educación y Ciencia.[3]
- 2008 VII Premio Internacional Navarra a la Solidaridad de la Comunidad Foral Navarra.[10]
- 2009 Cátedra de Transferencia del Conocimiento Parc de Recerca-Santander.[3]
- 2010 La Asociación Catalana de Comunicación Científica la seleccionó como una de las 16 científicas catalanas de excelencia.[2]
- 2013 por su extenso trabajo etnográfico en África fue incluida en las "99 obras clásicas de antropología del mundo" por el Centro de Investigaciones y Estudios Superiores en en Antropología Social de México.[2]
- 2014 Reconocimiento por su lucha hace más de 20 años contra la MGF en motivo del 25 de noviembre, Día Internacional para la Eliminación de la Violencia contra la Mujer, por parte del Ministerio de Sanidad, Servicios Sociales e Igualdad.[3]
- 2017 Memorial Lluís Companys de la Fundación Irla por su trayectoria en la lucha contra la violencia de género, en especial de la ablación.[11]
- 2017 IV Premios DKV Medicina y Solidaridad, Premio a la Trayectoria.[11]
- 2018 Premio P.E.A.C.E. Global Women’s Award por la George Washington University.[12]